# Uitgedoofde komeet
Een uitgedoofde komeet is een komeet die door sublimatie ontdaan is van zowat alle ijs, waardoor er te weinig over is om een duidelijke staart en een coma te vormen. Door het quasi-afwezig zijn van staart en coma lijkt een uitgedoofde komeet op een planetoïde. Zulke planetoïden zijn onder andere 2101 Adonis, 14827 Hypnos en 3200 Phaethon.